# Bisdom Buéa

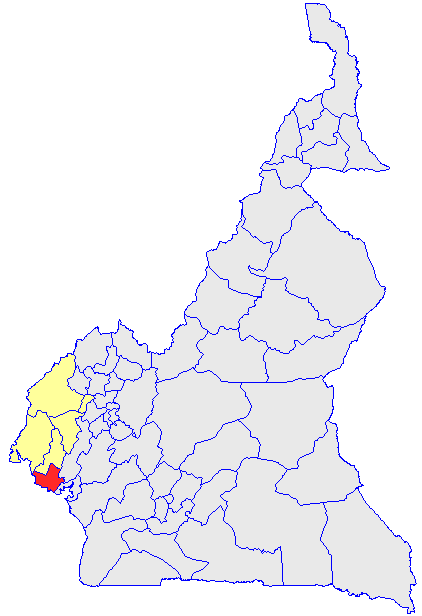
Het bisdom Buéa (rood) binnen de regio Sud-Ouest (geel)

Het bisdom Buéa (Latijn: Dioecesis Bueaënsis) is een rooms-katholiek bisdom in Kameroen. Het maakt samen met vier andere bisdommen deel uit van de kerkprovincie Bamenda en is suffragaan aan het aartsbisdom Bamenda. Het bisdom telt ongeveer 224.000 katholieken (2020), wat zo'n 36,6% van de totale bevolking van 613.000 is. Het bisdom heeft een oppervlakte van 13.410 km² en komt overeen met het departement Fako in de regio Sud-Ouest. In 2020 bestond het bisdom uit 36 parochies. De huidige bisschop van Buéa is Emmanuel Bushu.

## Geschiedenis
- 12 juni 1923: Oprichting als apostolische prefectuur Buéa uit delen van het apostolisch vicariaat Cameroun
- 15 maart 1939: Promotie tot apostolisch vicariaat Buéa
- 18 april 1950: Promotie tot bisdom Buéa
- 14 juli 1950: Gebied verloren na oprichting apostolische prefectuur Yola
- 13 augustus 1970: Gebied verloren na oprichting bisdom Bamenda
- 9 februari 1999: Gebied verloren na oprichting bisdom Mamfe
- 15 maart 2016: Gebied verloren na oprichting bisdom Kumba

## Speciale kerken
De kathedraal van het bisdom Buéa is de Kathedraal Regina Pacis in Buéa.

## Leiderschap
- Apostolisch prefect van Buéa 
  - John William Campling (6 augustus 1923 – 13 mei 1925, later bisschop)
  - Peter Rogan (1925 – 15 maart 1939, later bisschop)
- Apostolisch vicaris van Buéa 
  - Peter Rogan (15 maart 1939 – 18 april 1950)
- Bisschop van Buéa 
  - Peter Rogan (18 april 1950 – 18 augustus 1961)
  - Jules Peeters (4 juni 1962 – 29 januari 1973)
  - Pius Suh Awa (29 januari 1973 – 30 november 2006)
  - Emmanuel Bushu (2006-2019)
  - Michael Miabesue Bibi (2021-)